# Neferirkare
Neferirkare (đôi khi gọi là Neferirkare II vì trùng với ông vua trước cùng tên, Neferirkare Kakai) là một pharaon của Vương triềuII - VIII trong những năm đầu thời kỳ trung gian đầu tiên (2181-2055 trước Công nguyên). Kim Ryholt, Jürgen von Beckerath và Darell Baker xác định ông là vị vua thứ 17 của vương triều kép này. Niên đại của ông được xác định là 1 năm 6 tháng (năm 2161-2160 TCN)

## Chứng thực
Neferirkare II được ghi nhận trong Danh sách Vua Abydos ]]. Danh sách hoàng gia Turin ghi rõ tên ông ở cột 5, dòng 13.
Farouk Gomaà, William C. Hayes và Baker xác định Neferirkare II với tên Horus là Demedjibtawy (DMD-ib-t3wy, "Người thống nhất trung tâm của hai vùng đất") xuất hiện trên một Nghị định duy nhất là Nghị định Coptos, được lưu trong Bảo tàng Ai Cập với ký hiệu JE 41894. Tên Horus của ông gây nhiều tranh cãi:  Kurt Heinrich Sethe, Gomaà, Hayes và Baker thấy Wadjkare như là từ để để phân biệt với từ Demedjibtawy, nhưng von Beckerath tin rằng Wadjkare có thể là prenomen của Neferkare II và cùng một người như Demedjibtawy. Ngoài ra, Hans Goedicke đề xuất rằng Wadjkare là tiền thân của Demedjibtawy và đặt cả hai nhà lãnh đạo thứ tự thời gian vào vương triều thứ 9. Cuộc khảo cổ năm 2014 do Maha Farid Mostafa dẫn đầu đến khảo sát lăng mộ một quý tộc là Shemay, tìm ra bản khắc chữ ghi tên một vị vua Pepy và với một tên ngôi Nefer-ka [hủy diệt] -Ra. Maha Farid Mostafa dựng lại tên ngôi cho Neferirkare. Việc ghi ngày cho chắc chắn triều thứ 8. Nếu giả thiết này là đúng, Neferirkare có khả năng đồng nhất với Demedjibtawy.

## vương triều
Danh sách Vua Turin xác định ông chỉ cai trị 1 năm 6 tháng, là vị vua cuối cùng của vương triều kép VII - VIII. Dưới thời ông trị vị, Ai Cập rất hỗn loạn: đói kém và lũ lụt xảy ra liên miên. Ông có thể bị lật đổ bởi Meryibre Khety, người sau này đã sáng lập ra Vương triều IX.